# Diócesis de Alotau-Sideia
La diócesis de Alotau-Sideia (en latín: Dioecesis Alotauna-Sideiana y en inglés: Roman Catholic Diocese of Alotau-Sideia) es una circunscripción eclesiástica de la Iglesia católica en Papúa Nueva Guinea. Se trata de una diócesis latina, sufragánea de la arquidiócesis de Puerto Moresby. Desde el 6 de abril de 2011 su obispo es Rolando Santos, de la Congregación de la Misión.

## Territorio y organización
La diócesis tiene 20 000 km² y extiende su jurisdicción sobre los fieles católicos de rito latino residentes en la provincia de Bahía Milne.
La sede de la diócesis se encuentra en la ciudad de Alotau, en donde se halla la Catedral del Sagrado Corazón de Jesús.
En 2022 en la diócesis existían 20 parroquias.

## Historia
La misión católica en la isla Sideia del grupo de las islas Samarai fue establecida el 22 de abril de 1932 por la provincia australiana de los Misioneros del Sagrado Corazón.
La prefectura apostólica de Samarai fue erigida el 13 de junio de 1946 mediante la bula Quo in regionibus del papa Pío XII, obteniendo el territorio del vicariato apostólico de Papuasia (hoy arquidiócesis de Puerto Moresby).
El 11 de noviembre de 1956 la prefectura apostólica fue elevada a vicariato apostólico mediante la bula Summo gaudio por el papa Pío XII.
El 15 de noviembre de 1966, mediante la bula Laeta incrementa del papa Pablo VI, el vicariato apostólico fue elevado a diócesis y asumió el nombre de diócesis de Sideia.
Alotau se convirtió en la capital de la provincia de Bahía Milne en 1968 debido a que la ciudad de Samarai, destruida en la Segunda Guerra Mundial, no recuperó su antigua importancia. A causa de eso, el 28 de abril de 1975 la diócesis tomó su nombre actual mediante el decreto In Sideiana de la Congregación para la Evangelización de los Pueblos.

## Estadísticas
Según el Anuario Pontificio 2023 la diócesis tenía a fines de 2022 un total de 67 093 fieles bautizados.
| Año                                                                             | Población            | Población | Población      | Sacerdotes | Sacerdotes    | Sacerdotes    | Bautizados por sacerdote | Diáconos permanentes | Religiosos | Religiosos | Parroquias |
| Año                                                                             | Bautizados católicos | Total     | % de católicos | Total      | Clero secular | Clero regular | Bautizados por sacerdote | Diáconos permanentes | Varones    | Mujeres    | Parroquias |
| ------------------------------------------------------------------------------- | -------------------- | --------- | -------------- | ---------- | ------------- | ------------- | ------------------------ | -------------------- | ---------- | ---------- | ---------- |
| 1970                                                                            | ?                    | 104 000   | ?              | 21         |               | 21            | 0                        |                      | 37         | 22         | 10         |
| 1980                                                                            | 13 100               | 113 000   | 11.6           | 19         | 1             | 18            | 689                      |                      | 27         | 24         |            |
| 1990                                                                            | 22 342               | 132 943   | 16.8           | 19         | 1             | 18            | 1175                     |                      | 28         | 39         | 30         |
| 1999                                                                            | 29 132               | 176 519   | 16.5           | 17         | 1             | 16            | 1713                     | 1                    | 24         | 32         | 22         |
| 2000                                                                            | 29 642               | 176 519   | 16.8           | 18         | 1             | 17            | 1646                     |                      | 26         | 34         | 21         |
| 2001                                                                            | 30 450               | 180 000   | 16.9           | 20         | 2             | 18            | 1522                     | 1                    | 31         | 28         | 21         |
| 2002                                                                            | 38 639               | 209 054   | 18.5           | 20         | 2             | 18            | 1931                     | 1                    | 28         | 36         | 22         |
| 2003                                                                            | 33 260               | 212 400   | 15.7           | 21         | 2             | 19            | 1583                     | 1                    | 29         | 36         | 22         |
| 2004                                                                            | 34 462               | 217 000   | 15.9           | 20         | 2             | 18            | 1723                     | 1                    | 26         | 35         | 14         |
| 2006                                                                            | 37 153               | 225 000   | 16.5           | 22         | 2             | 20            | 1688                     | 1                    | 25         | 40         | 16         |
| 2012                                                                            | 43 845               | 257 000   | 17.1           | 20         | 7             | 13            | 2192                     | 1                    | 18         | 38         | 17         |
| 2015                                                                            | 57 853               | 289 478   | 20.0           | 29         | 9             | 20            | 1994                     | 1                    | 22         | 36         | 18         |
| 2018                                                                            | 54 795               | 317 330   | 17.3           | 24         | 10            | 14            | 2283                     | 1                    | 17         | 33         | 19         |
| 2020                                                                            | 59 600               | 337 000   | 17.7           | 26         | 10            | 16            | 2292                     | 1                    | 19         | 31         | 20         |
| 2022                                                                            | 67 093               | 375 150   | 17.9           | 25         | 9             | 16            | 2683                     |                      | 20         | 26         | 20         |
| Fuente: Catholic-Hierarchy, que a su vez toma los datos del Anuario Pontificio. |                      |           |                |            |               |               |                          |                      |            |            |            |

## Episcopologio

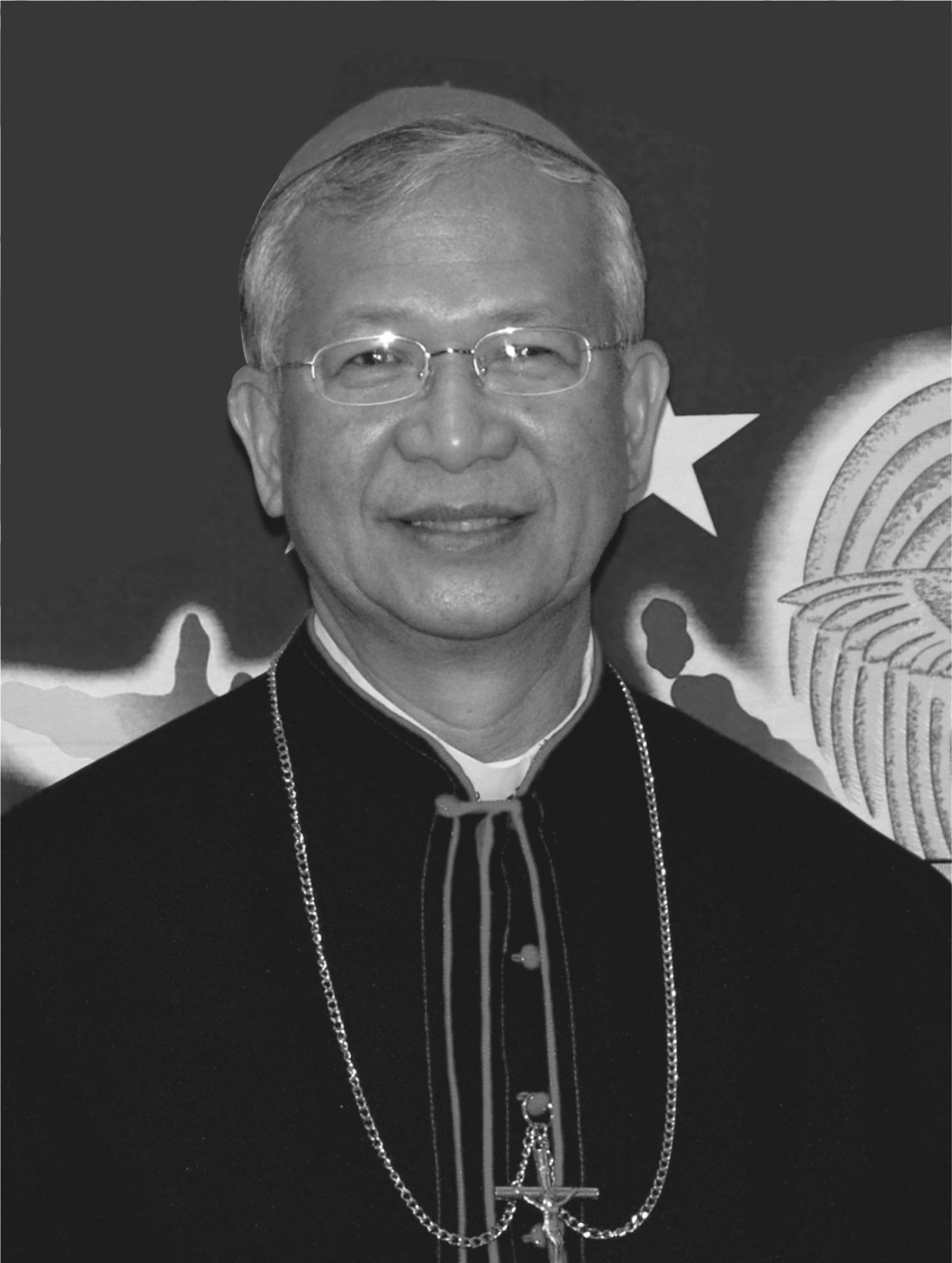
Rolando Santos, obispo de Alotau-Sideia desde 2011

- Francis John Doyle, M.S.C. † (18 de mayo de 1951-7 de marzo de 1970 renunció[nota 1])
- Desmond Charles Moore, M.S.C. † (7 de marzo de 1970-25 de junio de 2001 retirado)
- Francesco Panfilo, S.D.B. (25 de junio de 2001-18 de marzo de 2010 nombrado arzobispo coadjutor de Rabaul)
- Rolando Santos, C.M., desde el 6 de abril de 2011